# 翁托里亚德瓦尔德亚拉多斯
翁托里亚德瓦尔德亚拉多斯，是西班牙卡斯蒂利亚-莱昂布尔戈斯省的一个市镇。总面积32平方公里，总人口216人（2001年），人口密度7人/平方公里。